# تراز کیبل

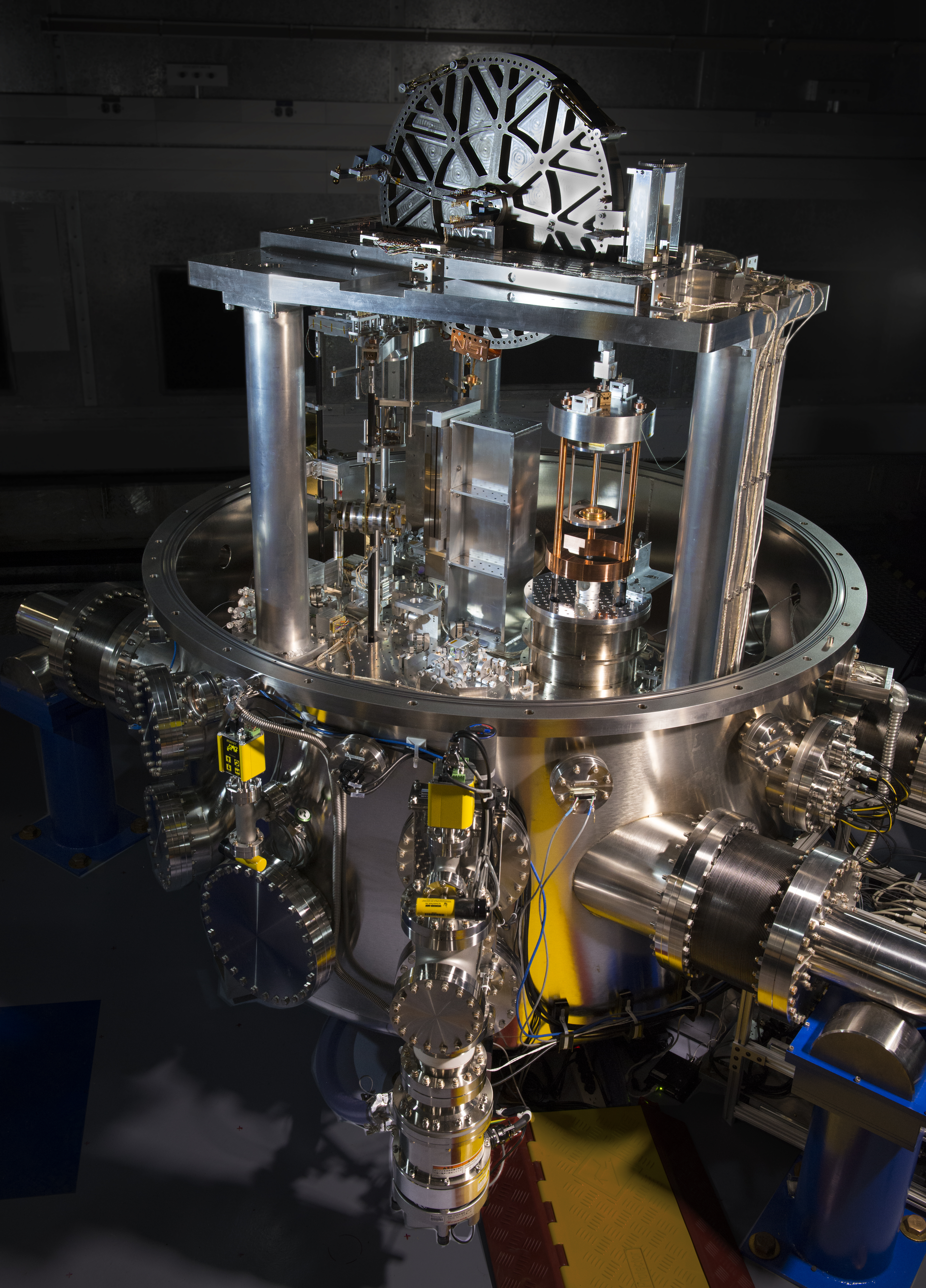
ترازوی کیبل ۴ NIST-4 که در اوایل سال ۲۰۱۵ کار خود را به‌طور کامل آغاز کرد، ثابت پلانک را در ۱۳ قسمت در میلیارد در سال ۲۰۱۷ اندازه‌گیری کرد که به اندازهٔ کافی دقیق بود تا به بازتعریف ۲۰۱۹ یکاهای اصلی اس‌آی کیلوگرم کمک کند.

تراز کیبل یا تعادل کیبل (انگلیسی: Kibble balance) که (همچنین ترازوی کیبل هم خوانده می‌شود) ابزار اندازه‌گیری دقیق الکترومکانیکی است که وزن جسم مورد آزمایش را با دقت بسیار بالا با جریان الکتریکی و ولتاژ مورد نیاز برای تولید نیروی جبران کننده اندازه‌گیری می‌کند. این یک ابزار مترولوژی است که می‌تواند تعریف کیلوگرم یکای جرم را بر پایهٔ درک ثابت‌های اساسی تعریف کند.
این اندازه‌گیری در اصل تعادل وات نامیده شد زیرا وزن جرم مورد آزمایش متناسب با حاصلضرب جریان و ولتاژی است که بر حسب وات اندازه‌گیری می‌شود. در ژوئن ۲۰۱۶، دو ماه پس از مرگ مخترع آن، برایان کیبل، مترولوژیست‌های کمیته مشورتی واحدهای کمیته بین‌المللی وزن و اندازه‌گیری موافقت کردند که نام دستگاه را به افتخار او تغییر دهند.
پیش از سال ۲۰۱۹، تعریف کیلوگرم بر اساس یک جسم فیزیکی بود که به عنوان نمونه اولیه بین‌المللی کیلوگرم (IPK) شناخته می‌شد. پس از بررسی گزینه‌های جایگزین، در سال ۲۰۱۳ کنفرانس عمومی وزن‌ها و اندازه‌ها (CGPM) بر روی معیارهای دقت برای جایگزینی این تعریف با تعریف مبتنی بر استفاده از تراز کیبل به توافق رسید. پس از دستیابی به این معیارها، CGPM در ۱۶ نوامبر ۲۰۱۸ به اتفاق آرا به تغییر تعریف کیلوگرم و چندین واحد دیگر، از ۲۰ می ۲۰۱۹، مصادف با روز جهانی اندازه‌شناسی رای داد. همچنین روشی به نام تعادل ژول وجود دارد. همه روش‌هایی که از مقدار ثابت عددی ثابت پلانک استفاده می‌کنند، گاهی تراز پلانک نامیده می‌شوند.

## طرح
ترازوی کیبل نسخه دقیق تر ترازوی آمپر است، یک ابزار اندازه‌گیری جریان اولیه که در آن نیروی بین دو سیم پیچ حامل جریان اندازه‌گیری می‌شود و سپس برای محاسبه مقدار جریان استفاده می‌شود. تعادل کیبل به معنای مخالف عمل می‌کند. جریان در سیم پیچ‌ها با ثابت پلانک بسیار دقیق تنظیم می‌شود و نیروی بین سیم پیچ‌ها برای اندازه‌گیری وزن یک کیلوگرم جرم آزمایشی استفاده می‌شود. سپس با اندازه‌گیری دقیق گرانش زمین (شتاب خالص ترکیبی از اثرات گرانشی و گریز از مرکز) با یک گرانش‌سنج، جرم از روی وزن محاسبه می‌شود؛ بنابراین جرم جسم بر حسب جریان و ولتاژ تعریف می‌شود - به دستگاه اجازه می‌دهد تا "جرم را بدون توسل به IPK (کیلوگرم نمونه اولیه بین‌المللی) یا هر جسم فیزیکی اندازه‌گیری کند.

## اصل پیشنهاد
اصلی که در تراز کیبل از آن استفاده می‌شود توسط برایان کیبل از آزمایشگاه ملی فیزیکی انگلستان (NPL) در سال ۱۹۷۵ برای اندازه‌گیری نسبت ژیرو مغناطیسی پیشنهاد شد . . در سال ۱۹۷۸ تعادل وات Mark I در NPL با ایان رابینسون و ری اسمیت ساخته شد. تا سال ۱۹۸۸ کار می‌کرد.
ضعف اصلی روش تعادل آمپر این است که نتیجه به دقت اندازه‌گیری ابعاد سیم پیچ‌ها بستگی دارد. تعادل کیبل از یک مرحله کالیبراسیون اضافی برای زدودن اثر هندسی سیم پیچ‌ها استفاده می‌کند و منبع اصلی عدم قطعیت را حذف می‌کند. این مرحله اضافی شامل حرکت سیم‌پیچ نیرو در یک شار مغناطیسی شناخته‌شده با سرعت مشخص است. این امر با تنظیم مقدارهای متعارف ثابت فون کلیتسینگ و ثابت جوزفسون امکان‌پذیر شد که در سراسر جهان برای کالیبراسیون ولتاژ و مقاومت استفاده می‌شود. با استفاده از این اصول، برایان کیبل و ایان رابینسون تعادل Kibble Mark II را اختراع کردند که در آن از یک سیم پیچ دایره‌ای استفاده می‌شود و در شرایط خلاء در سال ۱۹۹۰ عمل می‌کرد.
تعادل کیبل که از آزمایشگاه ملی فیزیکی نشات می‌گرفت در سال ۲۰۰۹ به شورای تحقیقات ملی کانادا (NRC) منتقل شد، جایی که دانشمندان این دو آزمایشگاه به اصلاح این ابزار ادامه دادند. در سال ۲۰۱۴، محققان NRC دقیق‌ترین اندازه‌گیری ثابت پلانک را در آن زمان با عدم قطعیت نسبی ۱٫۸ × ۱۰ منتشر کردند. مقاله نهایی توسط محققان NRC در می ۲۰۱۷ منتشر شد که اندازه‌گیری ثابت پلانک را با عدم قطعیت تنها ۹٫۱ قسمت در میلیارد ارائه می‌کرد، اندازه‌گیری با کمترین عدم قطعیت تا آن تاریخ. سایر آزمایش‌های تعادل کیبل در مؤسسه ملی استاندارد و فناوری ایالات متحده (NIST)، اداره فدرال مترولوژی سوئیس (METAS) در برن، دفتر بین‌المللی وزن‌ها و اندازه‌ها (BIPM) در نزدیکی پاریس و آزمایشگاه ملی انجام می‌شوند. métrologie et d'essais (LNE) در تراپ، فرانسه.